# Bahreini felkelés

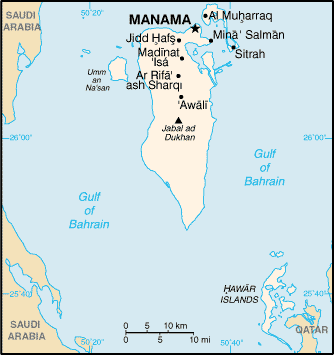
Bahrein térképe

A 2011-es bahreini tüntetések azután robbantak ki, hogy a „jázminos forradalom” 2011. január 14-én megbuktatta Ben Ali tunéziai elnököt, és február 11-én Hoszni Mubárak egyiptomi államfőt is lemondásra kényszerítette a forradalmi tömeg. A tiltakozásokat a szunnita államvezetés által diszkriminált, nagy többségben lévő síiták vezették, de a másik felekezet hívei is megjelentek a tüntetők között. A tömegek politikai és szociális reformokat, az elnyomás felszámolását követelve vonultak utcára. A hatóságok erőszakos fellépése nyomán februárban hét tüntető életét vesztette, ami tovább fokozta a feszültségeket: a radikalizálódó tüntetők egy része már a kormány és az uralkodóház leváltását követelték. Ezután Hamad király a trónörököst, Szalmán herceget bízta meg az ellenzékkel folytatandó párbeszéd levezénylésére, ám a felek csak az előzetes tárgyalásokig jutottak, amikor a lemondani nem hajlandó kormányzat a továbbra is folytatódó utcai demonstrációk ellenében az Öböl Menti Együttműködési Tanácstól kért és kapott katonai segítséget. A bahreini biztonsági erők több halálos áldozatot követelve kiszorították a tüntetőket az utcákról, mire az ellenzék bejelentette, hogy megszakít minden tárgyalást.

## Előzmények

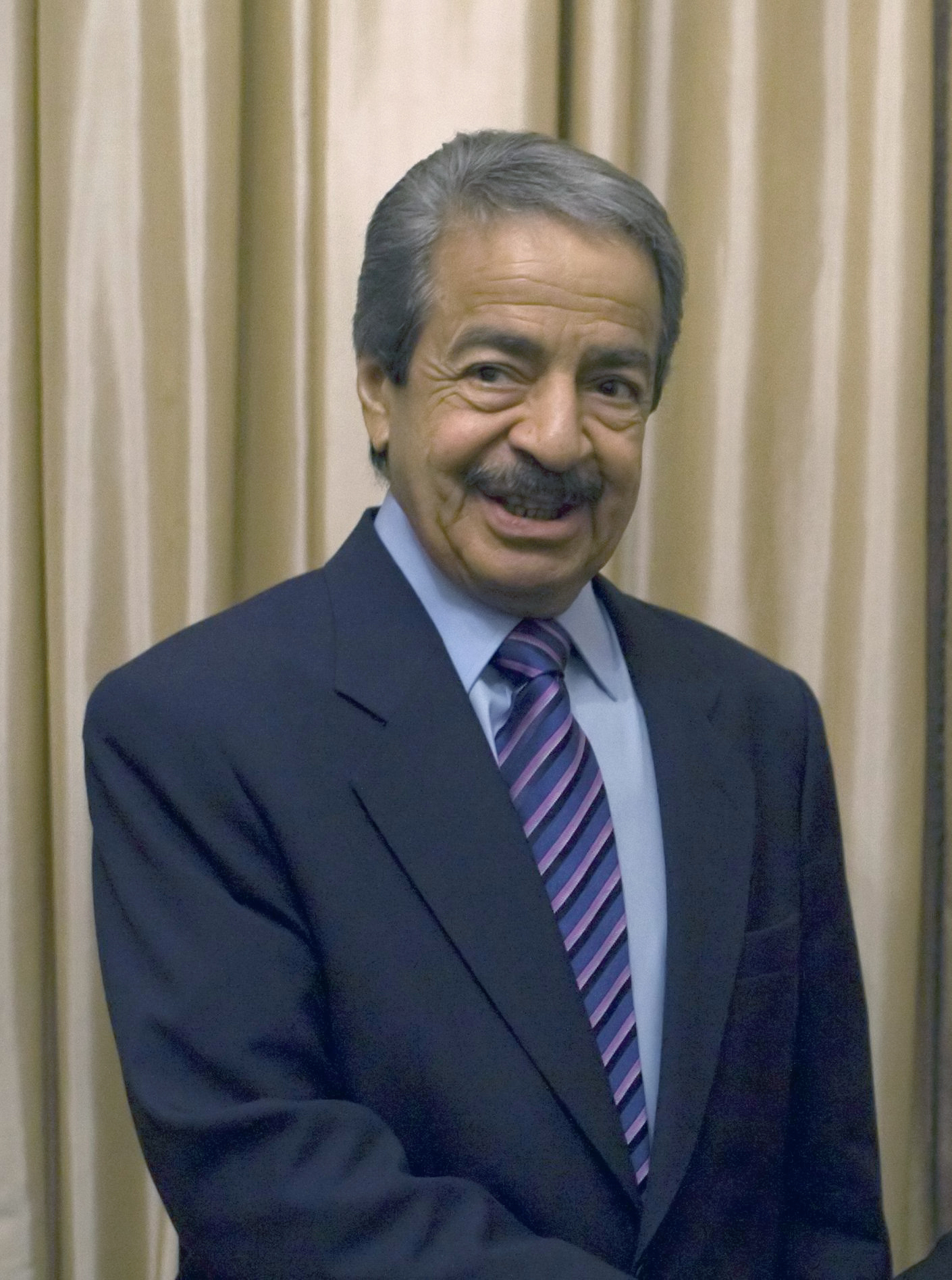
Halífa ibn Szalmán herceg, Bahrein 1971 óta hatalmon lévő miniszterelnöke

Bahrein, a Perzsa-öböl legkisebb állama 1971-ben vált függetlenné. 1995 óta fővárosa, Manáma ad otthont az amerikai 5. flotta támaszpontjának, ezért rendkívül fontos szerepet tölt be az Iránt sakkban tartani kívánó amerikai külpolitikai rendszerben.
A valamivel több mint 1 200 000 főnek otthont adó Bahrein mintegy 666 000 állampolgárának becslések szerint több mint kétharmada síita muszlim, az államot és kormányzatot azonban a szunnita felekezetű Halífa-dinasztia irányítja. Az addig abszolutisztikusan irányított Bahreinben 2002. február 14-én lépett érvénybe az új alkotmány, ami a demokratizálás irányába mutató elemeket is tartalmaz (pl. létrejött a választott képviselőtanács), de még mindig a kormány fölényét biztosítja (a súra nevezetű felsőház, amelynek tagjait az uralkodó nevezi ki, nagyobb jogosítványokkal bír az alsóháznál). A 2010 őszén tartott képviselőtanácsi választásokat egyébként némi kormányzati beavatkozás segítségével a szunniták nyerték meg, míg a síita Vefák (Egyetértés) csak 17-et szerzett meg a 40 képviselői hely közül.
A többségi síiták diszkriminációra panaszkodnak és arra, hogy különféle visszaéléseket kell elszenvedniük a hatóságok részéről.

## A szervezkedés és a kormány válasza
A tunéziai és egyiptomi mozgalom sikere hatására kialakuló ellenzéki mozgalom élére a síiták álltak. A felekezeti feszültségeket fokozza, hogy a bíróság februárban tárgyalja 25, államellenes szervezkedéssel vádolt síita perét, akik rendőri brutalitásra panaszkodtak és azt állították, kényszer hatása alatt tettek beismerő vallomást.
Az ellenzéki csoportok 2011 februárjában az alkotmány életbe lépésének évfordulójára hirdettek tüntetéseket azzal a céllal, hogy politikai, szociális és gazdasági reformokat követeljenek. Február 11-én Mubárak lemondásának hírére bahreiniek százai gyűltek össze a manámai egyiptomi követség előtt, éltetve a forradalmat. Hogy enyhítse a feszültséget, a kormányzat megnövelte szociális kiadásokat, felajánlotta néhány 2010 augusztusában elfogott, kiskorú síita elengedését és február 12-én (hivatalosan az alkotmányt megelőző Nemzeti Cselekvési Charta tizedik évfordulója alkalmából) minden egyes bahreini családnak 1000 dinárt adományozott, továbbá médiareformot helyezett kilátásba.

## Eseménytörténet

### Az első tüntetések
Február 13-án szerte az országban ellenőrzőpontokat állítottak fel az egyébként zömmel szunnita bevándorlókból álló biztonsági erők, és a fontosabb pontokon látványos járőrözésbe kezdtek. Ugyanekkor a sziget nyugati felében lévő Karzakán városkában összecsapás alakult ki egy esküvőt követően felvonulást kezdő síita csoport és a rohamrendőrség között, amelynek során könnygázt vetettek be, és a híradások sérültekről számoltak be. A Bahreini Emberi Jogi Központ nyílt levélben fordult a királyhoz, amelyben a biztonsági erők leszerelését, 450 politikai fogoly elengedését és bizonyos kormányzati tisztviselők vád alá helyezését javasolta helyzet elfajulását elkerülendő.
A kijelölt napon, február 14-én, amit egyiptomi mintára „a harag napjának” kiáltottak ki, a szoros ellenőrzés alá vont Manáma helyett a környékbeli, zömmel síiták lakta falvakban kezdődtek tüntetések. A rendőrség könnygáz és gumilövedékek alkalmazásával igyekezett megállítani a tüntető csoportokat, amelyek a politikai foglyok szabadon engedését követelték. Az összecsapásokban életét vesztette egy tüntető ad-Dajh faluban, a fővárostól nyugatra, hárman pedig súlyosan megsérültek. A Facebookon és Twitteren szervezkedő tiltakozók a Bahreini Emberi Jogi Központ vezetői szerint nem csak a síiták közül kerültek ki, és nem a rezsimet szerették volna megdönteni, csupán az emberi jogok érvényesítését, a diszkrimináció felszámolását és politikai reformokat követeltek.
A Manámában lelőtt tüntető holttestét másnap reggel többezres felvonulás kísérte a temető felé. A tüntetőkre lecsapott a rohamrendőrség, amely ismét könnygázt és éles lőszert vetett be. Legalább huszonöt ember került kórházba, Fádel Ali al-Matrúk pedig életét vesztette. A hírre a Vefák (Egyetértés) nevű szervezetben tömörülő síita ellenzék beszüntette a parlamenti munkát, és kilátásba helyezte, hogy a helyzet romlása esetén lemondanak. A nap folyamán Hamad király televíziós beszédet mondott, amelyben részvétét fejezte ki a két haláleset miatt. Később ugyanígy tett Rásid ibn Abdulláh, a királyi házhoz tartozó altábornagy is, a belügyminiszter pedig bejelentette, hogy kivizsgálja al-Matrúk halálának körülményeit. Az ellenzékiek és tüntetők azonban mindezt kevésnek minősítették, és lényegi változásokat követeltek, miközben ezrek vonultak Bahrein egyik főterére, a Gyöngy körforgalomhoz. A tiltakozó tömegek egy része a főtéren éjszakázott, és kijelentették: ez lesz az ő Tahrír terük. A rendőrség a térhez vezető egyik híd túlsó oldalán foglalt el állásokat, de a nap folyamán nem tett további lépéseket.
Közben újabb temetési menetet rendeztek az egy nappal korábban lelőtt al-Matrúk meggyászolására, ami rendőri beavatkozás nélkül zajlott le. Közben a belügyminiszter bejelentette: a két halálesetért felelősnek tartott rendőröket letartóztatták. Közben a tüntetők az internet-hozzáférés korlátozására panaszkodtak. Erre az időre a tüntetők fő követelései közé került Halífa ibn Szalmán herceg leváltása is az általa 1971 óta viselt miniszterelnöki posztról.

### Kormányzati csapások
Február 17. hajnalán, 3 óra körül a rendőri erők – a hatóságok szerint előzetes tárgyalásokat követően, a tüntetők szerint figyelmeztetés nélkül – lerohanták a Gyöngy körforgalomban jobbára alvó tüntetőket. Tudósítók szerint tucatnyi páncélozott járművel támadtak, és a könnygázlövedékekkel és ütlegeléseikkel nem kímélték a helyben felállított orvosi sátor dolgozóit sem. A brutális rohamban hárman meghaltak, és 231 fő kórházba került az egészségügyi miniszter jelentése szerint. Az Al Jazeera tudósítása szerint a sérültek között nők és gyermekek is voltak. Ezután több százan gyűltek össze a főváros legnagyobb kórháza előtt, tovább tiltakozva a további tüntetéseket betiltó kormányzat intézkedései ellen.
Az akció nyomán a biztonsági erők elérték, hogy kiürüljön a főtér, ezután az összecsapások szétterjedtek egész Manámában, ahol a hadsereg úttorlaszokat emelt, és tankokkal, valamint szögesdróttal gyakorlatilag megbénította a fővárost. A síita Vefák egyik képviselője „valóságos terrorizmusnak” nyilvánította a véres eseményeket, és 18 síita képviselő lemondott parlamenti mandátumáról. A történtek hatására elmaradt a GP2 Asia Series eredetileg február 17-19-re tervezett bahreini találkozója, és felmerült a márciusban tartandó Formula–1-es futam lemondása is.
A csütörtöki intézkedések nyomán a tüntetők kiszorultak Manámából. A megmaradt elégedetlenkedők az előző nap életüket vesztett demonstrálók temetésén gyülekeztek Szitra szigetén, többezres létszámban. Bár eredetileg péntekre hatalmas tüntetéseket terveztek, a jelentések szerint kevesebben jelentek meg, mint a korábbi temetéseken. Ez feltehetően a kormányzat sikeres megfélemlítő akcióinak, illetve a hatóságok által országszerte felállított ellenőrzőpontoknak volt köszönhető. A biztonsági erők nem voltak jelen a temetési meneten. Közben kormánypárti demonstrációt tartottak a fővárosban néhány száz fő részvételével, akik között jelentős számban nem bahreini illetőségű személyek is voltak.
Este ismét súlyos összecsapások történtek a Gyöngy körforgalom környékén a temetésekről a Szalmánijja kórház felé igyekvő tüntetők és a teret lezáró hadsereg erői között. Orvosi források és szemtanúk szerint legalább ötvenen kerültek kórházba, a katonaság pedig éles lőszert vetett be a tömeg ellen. A jelek arra utalnak, hogy a rendfenntartó erők nem csak lábmagasságban lőttek, hanem test- és fejmagasságban is. A kaotikus helyzetben a manámai kórházban vérhiány alakult ki. Nap közben Szalmán bin Hamad Ál Halífa trónörökös, a hadsereg főparancsnok-helyettese bejelentette, hogy a nyugalom helyreállását követően sor kerülhet a felek közti párbeszédre.

### Tárgyalási felhívás

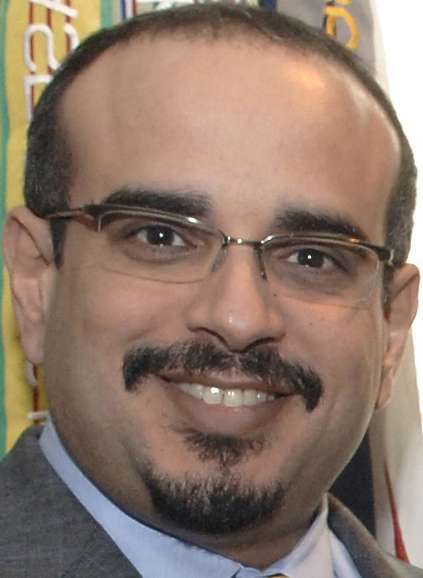
A tárgyalások vezetésével megbízott Szalmán herceg

A koronaherceg parancsára a hadsereg február 19-én kiürítette a korábbi tüntetések központjául szolgáló körforgalmat, ahol a rendőrségnek adta át a biztosítás feladatát. A katonaság kivonulását követően a rendőrök könnygázzal és gumilövedékekkel próbálták visszatartani a visszatérő tüntetőket, de nem jártak sikerrel, és végül ők hagyták el a Gyöngy körforgalmat. Az összecsapásban körülbelül nyolcvanan sérültek meg. A tüntetők ismét sátortábort alakítottak ki a területen. Közben Szalmán bin Hamad javasolta, hogy tartsanak nemzeti gyásznapot a tüntetések áldozataira emlékezve, és a hadsereg kivonulását követően előzetes tárgyalásokba kezdett az ellenzéki pártokkal. A Bahreini Munkások Általános Szakszervezete sztrájkot hirdetett vasárnapra.
Néhány száz tüntető a Gyöngy körforgalomban felállított sátortáborban töltötte az éjszakát, és vasárnap is folytatta a reformok melletti tüntetést. Több tüntető a király lemondását követelte. Az általános sztrájkra való felhívást viszont visszavonták, mivel lehetővé vált a békés demonstráció. Szalmán herceg a CNN-nek nyilatkozva bejelentette, hogy a király őt jelölte ki a tárgyalások levezetésére, és elismerte a tüntetők jogát arra, hogy a körforgalomban maradhassanak. Egyúttal sajnálatát és részvétét fejezte ki az eddigi napok eseményei kapcsán. A herceg felhívása kapcsán az ellenzéki pártok a tárgyalásokon való részvételükhöz feltételül szabták a politikai foglyok szabadon bocsátását, a halálesetek kivizsgálását és a kormány lemondását, végső céljukként pedig az alkotmányos monarchia megteremtését jelölték meg.
A tüntetők továbbra is a körforgalomban maradtak, és sokan még mindig az uralkodóház megbuktatását követelték, miközben ezres nagyságrendű ellentüntetés zajlott Manáma egyik szunnita mecsete mellett, amely a királyi családot éltette. Ugyanekkor az ellenzéki Igazság és Szabadság (Hakk) Mozgalom bahreini hatóságok által terrorizmussal vádolt vezetője, Haszan Musajmaa bejelentette, hogy másnap hazatér londoni száműzetéséből. Elképzelhető, hogy Hamad király ezzel kapcsolatban nyilatkozta, hogy bizonyos pereket felfüggesztenek – Musajmaa ugyanis az összeesküvéssel vádolt 25 síita közé tartozik, és távollétében ellene is folyt az eljárás.
Szalmán trónörökös eközben arról számolt be, hogy lemondják a március 13-ra kitűzött Formula–1-es nagydíjat. A herceg azzal indokolta a verseny törlését, hogy az adott helyzetben minden erővel a nemzeti párbeszédre kell fókuszálni. Ezalatt a kórházban meghalt a tüntetéssorozat hetedik áldozata is, a húszéves Reza Mohammad, aki egy pénteki temetési felvonuláson szerzett sebeibe halt bele.
Február 22-én a pénteken szerzett sebeibe hétfőn belehalt hetedik halálos áldozatot demonstrálók menete kísérte végső nyughelyére. Később több tízezer tüntető vett részt egy, a Bahrain Mall nevű bevásárlóközpont és Manáma pénzügyi övezete körül szervezett felvonuláson, melynek végcélja a körforgalom volt. A Vefák és a Vaad nevű síita tömörülések irányította tüntetők elsődleges követelése a kormány lemondása volt, de az uralkodóház leváltása és az alkotmányos monarchia bevezetése is igényeik között szerepelt. Eközben az állami médián keresztül bejelentették, hogy a király parancsára másnap elítélteket helyeznek szabadlábra, és leállítják a folyamatban lévő pereket. Haszan Musajmaa ígéretével ellentétben viszont nem érkezett Bahreinbe; munkatársai szerint a betervezett bejrúti pihenő után nem jutott fel a manámai repülőgépre. Este legalább ötven politikai foglyot szabadon engedtek, köztük a huszonhárom, államellenes összeesküvéssel megvádolt síitát, illetve kegyelmet adtak további két, külföldön tartózkodó aktivistának, köztük Musajmaának. Az ellenzék üdvözölte a lépéseket, hozzátéve, hogy még jó néhány politikai elítélt lehet a börtönben. Az egyik szabaduló elmondása szerint a börtönben elzárták a külvilág híreitől, sértegették és kínozták síita vallása és liberális nézetei miatt.

### A tüntetések folytatódnak
Február 25-én, pénteki munkaszüneti napon ismét több tízezer tiltakozó vonult fel Manámában az általuk Mártírok körforgalmának nevezett Gyöngy körforgalomhoz, miközben a rezsim bukását követelték. A tüntetők jelentős része elutasítja, hogy tárgyaljon a korábban „hidegvérrel közéjük lövető” kormányzattal.
Miután a nemzetközi elfogatóparancsra hivatkozva a libanoni hatóságok néhány napig feltartóztatták, másnap Manámába érkezett a Vefáknál radikálisabb síita Hakk mozgalom vezetője, a korábban királyi kegyelemben részesült Haszan Musajmaa, akit a tiltakozók üdvrivalgással fogadtak. Az ellenzéki politikus kijelentette, hogy megvizsgálja, tényleg komolyan gondolja-e a kormányzat a párbeszédre irányuló felhívást, illetve hogy valódi alkotmányosságot akar. A tüntetők közben Halífa ibn Szalmán miniszterelnök hivatala elé vonultak, követelve lemondását. Újabb békülékeny lépésként a király leváltotta a kormány négy tagját: a lakásügyi, a villamossági és vízügyi, az egészségügyi és a kormányzati ügyekért felelős minisztert menesztette, akik közül ketten az uralkodóházhoz tartoznak.
A töretlenül folytatódó tüntetések során először március 3-án, csütörtökön este érkeztek hírek a muszlim felekezetek közti összecsapásról, Madínat Hamad városából. Az egymásnak támadó szunnitákat és síitákat a rendőrség választotta szét könnygáz bevetésével, aminek során állítólag ketten megsérültek. Ugyanezen a napon a Vefák egyik vezetője, Abd al-Dzsalíl Halíl bejelentette, hogy elfogadják a trónörökös tárgyalásra vonatkozó javaslatát, amihez hat ellenzéki szervezet feltételeket szabott. Ezek egyike a 2002-es alkotmány eltörlése és felváltása egy új alaptörvénnyel, amit egy frissen választandó nemzetgyűlés fogadna el. Az előző napi, vallási színezetű összecsapásokra válaszul pénteken ismét tízezrek vonultak a Gyöngy körforgalomhoz, illetve tüntetők egy csoportja Madínat Íszában, az állami televízió székháza előtt demonstrált az uralkodóház ellen. Az egyik befolyásos síita szervezet, az Iszlám Nemzeti Egység Társasága vezetője, Ali Szalmán sejk a muszlimok közti küzdelem ellen szólalt fel, kijelentve, hogy a síitáknak és szunnitáknak kölcsönösen garantálniuk kell egymás biztonságát.
Március 7-én, hétfőn tüntetők egy csoportja a manámai amerikai nagykövetség elé vonult, mondván: Washington kevésbé támogatja a bahreini tüntetőket, mint a tunéziaiakat vagy az egyiptomiakat. A követség egyik alkalmazottja fánkkal kínálta őket. Az egyik szervező kijelentette: nem Amerika beavatkozását kérik, csupán azt, hogy szüntesse meg a „diktatúra” támogatását. A március 9-én, a Bevándorlási Hivatal előtt tartott tüntetés főként a külföldi szunniták honosítása ellen irányult, mivel a síiták szerint a seregben szolgáló idegenek állampolgárrá fogadása a szunnita kisebbség számarányának növelése érdekében történik. Március 10-én, csütörtökön tüntetés zajlott Madínat Íszában, az Oktatásügyi Minisztérium előtt, ami Mádzsid bin Ali en-Naími miniszter lemondását követelte. A demonstrálók véleménye szerint Naími szította a felekezetek közti viszálykodást, és nem tett eleget a diákok és tanárok védelmében. Közben ettől függetlenül a vegyes lakosságú Szár városában összecsapás alakult ki egy iskolában, miután a diákok békés kormányellenes tüntetésbe kezdtek. A résztvevők szerint honosított, pakisztáni és szíriai származású szunnita szülők érkeztek az iskolába husángokkal és késekkel, mire rövidesen a síita diákok szülei is felbukkantak. A két csoport között verekedés alakult ki.
Közben radikálisabb ellenzéki körökben tervek születtek arra nézve, hogy menetet szervezzenek a királyi udvarnak és az uralkodóház több tagjának otthont adó er-Rifába, ami az első nyílt konfliktust jelentené a dinasztia és a tüntetők között. A mérsékelt ellenzéki erők, köztük a Vefák, ellenezték a lépést. Március 10-én több prominens emberi jogi vezető adatait nyilvánosságra hozták, ők pedig azóta több névtelen fenyegetéseket kaptak. Ők a kormányt sejtik az ügy hátterében, de egy kormányszóvivő tagadta a vádakat. A királyi rezidencia elé tervezett tüntetés végül meghiúsult, mert az uralkodóház szimpatizánsai kövekkel dobálták meg az oda induló tüntetőket, amibe az esemény biztosítására kivonuló biztonsági erők nem avatkoztak be.

### Külföldi intervenció és szükségállapot
A hírek szerint az ellenzék és Szalmán herceg tárgyalásai sikerrel kecsegtettek, miután a trónörökös felajánlotta, hogy a madzsliszt teljes törvényhozó hatalommal ruházzák fel, átrajzolják a diszkriminatívan kialakított választókerületi határokat és a nép akaratát megtestesítő kormányt alakítanak, azonban a folyamatos szaúdi nyomás alatt álló uralkodóházon belül felülkerekedett a miniszterelnök vezette „keményvonalas” irányzat. A hetek óta zajló tüntetéseken így március 13-án, vasárnap ismét bevetették a biztonsági erőket a tüntetők ellen. A Bahreini Pénzügyi Kikötő nevű manámai kereskedelmi övezet körül már több mint egy hete zajlottak demonstrációk, amikor mintegy 350 fiatal tüntető elhatározta, hogy élőlánccal akadályozza meg a ki- és bejutást az intézménybe. Lépésüket a mérsékeltebb ellenzéki erők nem támogatták. A rendőri erők végül könnygáz, gumilövedékek és gumibotok alkalmazásával oszlatták fel a tömeget. A belügyminisztérium jelentése szerint nyolc rendőr sérült meg az összecsapás során, és több tüntetőt is kórházba kellett szállítani. Ezután a Gyöngy körforgalomnál is könnygáz bevetésére került sor, a hivatalos közlemények szerint azonban a tüntetők a téren maradhatnak, csak az oda torkolló Fejszál király felüljáró megnyitása érdekében kezdtek tömegoszlatásba. A hírre nagy számú újabb tüntető áramlott a körforgalomba, így visszaszorították a biztonsági erőket. Összecsapások zajlottak a bahreini egyetemen is az ellenzéki és kormánypárti erők között is, mire határozatlan időre felfüggesztették az oktatást.
A kormányzat válaszul az Öböl Menti Együttműködési Tanácstól kért katonai segítséget, és az első, szaúdi csapatok már vasárnap megérkeztek. A hivatalos közlemény szerint feladatuk „a létfontosságú létesítmények”, így olaj-, villamossági és vízellátási berendezések, illetve pénzügyi létesítmények és bankok védelmére korlátozódik. Március 14-re ezer szaúdi katona érkezett Bahreinbe az Öböl Menti Együttműködési Tanács által megszavazott segélycsapatok részeként. Ellenzéki szervezetek elítélték a lépést és kijelentették: az idegen haderők megjelenését megszállásnak tekintik. Másnap ötszáz rendőr csatlakozott a szaúdi csapatokhoz az Egyesült Arab Emírségekből. A külföldi csapatok bevonulását követően március 15-én a kormányzat három hónapra szóló szükségállapotot vezetett be, felhatalmazva a fegyveres erők parancsnokát, hogy minden szükséges intézkedést megtegyen az ország biztonsága és polgárai védelme érdekében. Ezt követően a biztonsági erők országszerte lerohanták a tüntetőket, akik barikádokat emeltek a pénzügyi központban és tiltakozó felvonulást tartottak a Szaúd-arábiai követség elé. Az összecsapásoknak legalább két halálos áldozata volt, és több mint kétszázan megsérültek.
Március 16-án a rendőrség és katonaság minden irányból lerohanta a Gyöngy körforgalomban tüntető, legalább 500 fős tömeget. Tanúk szerint könnygázt használtak, illetve helikoptereket és tankokat is bevetettek az akció során. Nem tudni biztosan, hogy a külföldi fegyveresek részt vettek-e a harcokban, de a hírek szerint tartalékban maradtak. A hírek szerint legalább három tüntető és három rendőr életét vesztette az összecsapásokban, és ismét rengetegen sérültek meg. Ellátásukat megnehezítve a kormánycsapatok körbevették a Szalmánijja kórházat, megakadályozva az orvosok és ápolók bejutását, az épületben pedig fenyegették a személyzetet és lövöldöztek. A sérülteket így mecsetekben és magánházakban látják el. A demonstrálók rövidesen elmenekültek a túlerő elől. A körforgalom megtisztítását követően, délután négy órakor tizenkét órás kijárási tilalom lépett életbe, de ezt később Manáma egyes övezeteiben négy órával lerövidítették.
A történtek miatt a Vefák lemondott az újabb tüntetésekről, mert azok szerintük súlyos veszteségekkel járnának. A párt egyik képviselője szerint Bahrein katasztrófa felé halad, és az ENSZ segítségét kérte az embereket gyilkoló kormányerők ellen. Abd el-Dzsalíl Halíl megsemmisítő háborúnak nyilvánította az eseményeket. Tiltakozásul lemondott a síita egészségügyi miniszter és tömegesen távoztak hivatalaikból a síita bírók is. Két vezető bahreini pénzintézet bezárta minden fiókját, és a manámai tőzsdén határozatlan időre beszüntették a kereskedést. Haszan Musajmaát, a köztársaságot követelő Hakk Mozgalom vezetőjét egy éjszakai rajtaütés során otthonában letartóztatták, hasonlóan a párt emberi jogi aktivistájához, a múlt hónapban szabadon engedett Abd el-Dzsalíl esz-Szingíszhez. Ugyanígy járt egy másik síita aktivista, Abd el-Vahháb Huszajn, illetve a szekuláris szunnita Vaad Párt vezetője, Saríf Ibráhím. Az események nyomán az ellenzék bejelentette: a fegyverek árnyékában nem hajlandó megkezdeni a párbeszédet az uralkodóházzal.

## Következmények
Március 18-án a kormányerők lerombolták a tüntetések központjául szolgáló körforgalom központjában álló, szimbolikus köztéri szobrot, amely egy hat, ÖMET-tagokat szimbolizáló vitorla által magasba emelt gyöngyöt ábrázolt. A szobor ledöntését Háled bin Ahmed herceg, belügyminiszter azzal indokolta, hogy el kell törölni a rossz emlékeket. Egyúttal tagadta, hogy szisztematikus erőszakra került volna sor a civil lakosság ellen. Kijelentette: a kormány továbbra is tartja magát a párbeszéd ígéretéhez, amit szerinte eddig az ellenzék utasított el.  A külföldi csapatokat illetően elmondta, hogy a közrend teljes helyreállításáig a stratégiai fontosságú létesítmények védelmére az országban maradnak, de továbbra sem lépnek fel a tüntetők ellen. A gyülekezési tilalom ellenére eközben ezernyi tüntető vett részt az összecsapások egyik áldozatának temetésén.
Március 25-ére, péntekre radikális ellenzékiek ismét meghirdették a „harag napját”. (A mérsékelt erőket vezető Vefák elhatárolódott a kezdeményezéstől.) Az erős rendőri jelenlét ellenére kisebb tüntetések alakultak ki a déli Maamírban, az északi ed-Dajrban és a nyugati ed-Dirázban is, de a legtöbb helyen a hatóságok puszta megjelenése is arra késztette az embereket, hogy házaikba vonuljanak vissza. A nagyobb csoportokat könnygáz segítségével gyorsan feloszlatták. Maamírban a könnygáz egy 71 éves, otthonában tartózkodó civil halálát okozta, aki a település lezárása miatt nem részesülhetett orvosi ellátásban. Március 27-én a Vefák elfogadta a kuvaiti emír közvetítési ajánlatát, és bejelentette, hogy hajlandó feltételek nélkül tárgyalni a Szalmán herceg korábbi javaslatai alapján. Ezek közé tartozik a választókerületek átszabása, hogy megszűnjön a síiták számára sérelmes diszkrimináció, valamint a választott törvényhozásnak felelő kormány. Március végéig ellenzéki számítások szerint legalább 300 embert tartóztattak le, köztük számos ismert blogszerzőt. Több száz, zömmel síita dolgozót bocsátottak el különböző cégektől arra hivatkozva, hogy márciusban előzetes bejelentés nélkül sztrájkoltak. Emellett április 3-án az egyetlen ellenzéki újságot (al-Vaszat) is betiltották, szerkesztőjét pedig leváltatták, mondván: hamisan tudósított a tüntetésekről. Az újság másnap ismét megjelent, amit a kormányzat a sajtótörvény megsértésének nyilvánított.
A tüntetések következtében elmaradt a 2011-es Formula–1 bahreini nagydíj.

## Külföldi reakciók

### Nyugati vélemények

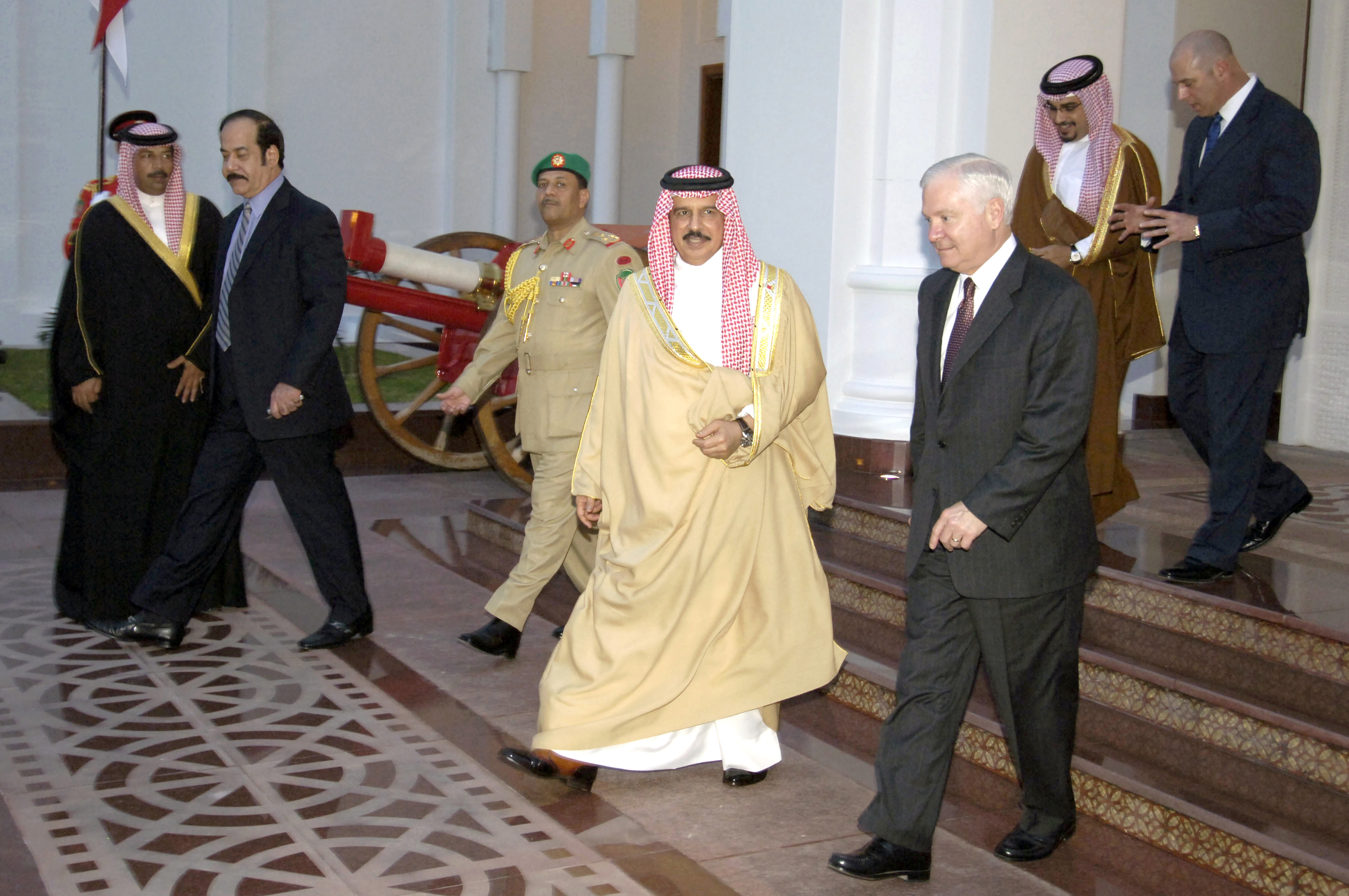
Hamad bin Ísza király és Robert Gates amerikai védelmi miniszter 2007-ben. Bahrein az Egyesült Államok fontos szövetségese a térségben.

A független Bahrein kezdettől fogva Amerika és Nagy-Britannia szövetségese, és az itt állomásozó flottának köszönhetően stratégiai jelentőséggel bír. Emiatt a washingtoni kormányzat sokáig nem bírálta a rendszer elnyomó jellegét, ahogy Egyiptomban is eltűrte Mubárak katonai diktatúrájának visszaéléseit. Egy bahreini forradalmi változás azonban nehéz helyzetbe hozhatja az amerikai vezetést. A washingtoni külügyminisztérium szóvivője kijelentette, hogy aggasztja a kialakult helyzet, és mindkét felet önmérsékletre szólította fel. Február 17-én William Hague brit külügyminiszter is mérsékletre szólította fel a kormányzatot. Február 18-án Barack Obama amerikai elnök telefonon értekezett a bahreini uralkodóval, akitől az erőszakos túlkapások elkövetőinek felelősségre vonását kérte, továbbá figyelmeztetett, hogy a kormányzatnak tiszteletben kell tartania népének egyetemes jogait, és érdemi reformot kell végrehajtania. Az Európai Unió külügyi vezetője, Catherine Ashton február 18-án a párbeszéd késedelem nélküli megkezdését sürgette, miközben elítélte az erőszakot és önmérsékletre szólította fel mindkét oldalt. Ugyanezen a napon a brit külügyminisztérium bejelentette, hogy felülvizsgálja a további, Bahreinbe szánt fegyverszállítmányok sorsát, és leállítják a szállításokat, amennyiben nem a megszabott feltételeknek megfelelően használják az eszközöket.
A BBC elemzése szerint a külföldi nyomásnak nagy szerepe volt abban, hogy Bahrein kormányzata a tárgyalás útjára lépett, miután erőszakkal próbálta eltiporni a tüntetéseket. Az amerikai külügyminisztérium üdvözölte a koronaherceg tárgyalások megkezdésére irányuló kezdeményezését. Február 25-én Bahreinbe látogatott Mike Mullen admirális, az amerikai vezérkar főnöke, aki megerősítette, hogy az Egyesült Államok támogatja régi és fontos szövetségesét és a király által kezdeményezett párbeszédet. Február 27-én Barack Obama támogatóan nyilatkozott a kormányátalakításról. Robert Gates védelmi miniszter március 12-én váratlanul Bahreinbe látogatott, ahol tárgyalt Hamad királlyal és Szalmán herceggel. A látogatás nyomán kijelentette, hogy szerinte az uralkodó és a trónörökös komolyan elszánta magát a reformokra, de sürgette a tárgyalások megkezdését. A március 13-án kiújuló hatósági erőszakot szintén elítélték Washingtonban, és bejelentették, hogy megvizsgálják az eseményeket, ugyanis az amerikai törvények tiltják az emberi jogokat megsértő kormányok katonai segélyezését. Az ÖMET-csapatok bevonulását kezdetben nem véleményezték Washingtonban, csupán önmérsékletre szólították fel az intervenciós erőket, és kérték: ne tegyenek olyasmit, ami alááshatja a párbeszédet. A G8 találkozója nyomán Alain Juppé francia külügyminiszter kijelentette, hogy a nyolc tagállam demokratikus átalakulást látna szívesen Bahreinben. A kiújuló kormányzati erőszak kapcsán az éppen Kairóban tartózkodó Hillary Clinton március 15-én kijelentette: a bahreini vezetésnek azonnal lépéseket kell tennie a krízis politikai megoldása érdekében. Másnapi nyilatkozatában helytelenítette az erőszakos fellépést és ismételten a párbeszéd folytatására, a békés megoldás elérésére szólított fel. Barack Obama egy Hamad királlyal folytatott telefonbeszélgetésben fejezte ki aggályait az eseménnyel kapcsolatban. Az ENSZ emberi jogi főbiztosa, Navanítam Pillaj viszont elítélte az erőszakot, a kórházak katonai megszállását a nemzeti jog égbekiáltó megsértésének nyilvánította és felszólította a bahreini kormányzatot erőinek visszafogására. Valerie Amos, az ENSZ humanitárius ügyekkel foglalkozó főtitkárhelyettese az túlzott erőszak visszafogására és a kórházak működésének lehetővé tételére szólította fel a manámai vezetést, a Pan Gimun ENSZ-főtitkár pedig telefonon figyelmeztette Hamad királyt, hogy a fegyvertelen civilek és az orvosi személyzet ellen alkalmazott agresszió kapcsán elképzelhető, hogy a nemzetközi emberi jogi és humanitárius törvények áthágását jelentik. Catherine Ashton EU-külügyminiszter egyik tanácsadója, Robert Cooper ugyanakkor mentegette a bahreini hatóságok fellépését, mondván: ilyen nagyarányú demonstrációk kezelésekor történhetnek „véletlen balesetek”. Álláspontja több EP-képviselő részéről kritikát váltott ki. A Nemzetközi Munkaügyi Szervezet elítélte a retorzióként alkalmazott tömeges elbocsátásokat.

### A térség országainak reakciói
A térségbeli országok közül mindenekelőtt Szaúd-Arábia szentel kitüntetett figyelmet a bahreini eseményeknek: a szintén elnyomó, fundamentalista szunnita kormányzat éppúgy Amerika támogatását élvezi, és jelentős síita kisebbségnek ad otthont. Egyes források szerint Rijád már a tüntetések kezdetén minden támogatást hajlandó lett volna megadni a manámai kormányzatnak a forradalmi változás megakadályozására, és végső esetben a katonai beavatkozást sem vetette volna el a szunnita rezsim védelmében. Február 17-én este az Öböl Menti Együttműködési Tanács külügyminiszterei Bahreinben tanácskoztak. Hálid bin Ahmad bin Mohammed, az uralkodóházhoz tartozó külügyminiszter a találkozót követően „sajnálatosnak” nevezte az erőszakos eseményeket, amelyek szerinte mindazonáltal szükségesek voltak, mert „a tüntetők polarizálták és a szektás sötétség peremére taszították az országot”. Omán, Katar, Szaúd-Arábia, az Egyesült Arab Emírségek és Kuvait képviselői támogatják a kormányzó szunnita családot, mert úgy érzik, hogy a síitáknak tett engedményekkel Irán nyerne teret a Perzsa-öböl déli partján is. A helyzet stabilizálása érdekében március 10-én az olajtermelő öböl menti államok 10-10 milliárd dolláros segélyt szavaztak meg Bahreinnek és a tüntetések által szintén érintett Ománnak, amit lakásépítésre és infrastruktúrafejlesztésre fordíthatnak.
Miután megszaporodtak a vallási természetű összecsapások, és március 13-án az ország gazdasági vérkeringését megbénító tüntetők visszaverték a biztonsági erőket, Bahrein az Öböl Menti Együttműködési Tanácshoz fordult segítségért. A szervezet főtitkára, a katari Abd ar-Rahmán bin Hamad al-Attija kijelentette: az ÖMET-tagországok biztonságának és stabilitásának védelme közös felelősség. Az 1000 szaúdi katona és 500 emírségekbeli rendőr bevonulása után Katar kormányzata sem zárta ki, hogy biztonsági erőket küld Bahreinbe, Kuvait pedig hadihajókat küldött járőrözni az ország északi partjaihoz. Az intervenció kapcsán iráni tisztviselők a külföldi beavatkozás ellen szólaltak fel, a tüntetők ezt követő lerohanását pedig maga Mahmud Ahmadinezsád elnök ítélte el: szerinte igazolhatatlan és jóvátehetetlen volt, és az amerikaiak álltak a hátterében. Utóbb a Bahreinbe delegált iráni nagykövetet is visszahívták Manámából. Núri el-Máliki, az egyébként síita iraki miniszterelnök és Ali esz-Szísztáni ajatollah, az iraki síita klérus legtekintélyesebb vezetője szintén elítélte a külföldi intervenciót. A Libanonban aktív, síita Hamász szintén elítélően nyilatkozott az eseményekről. Irán panasszal élt az ENSZ-ben, és a kérte a szomszédos országokat, hogy követeljék a szaúdi csapatok kivonását. Bahreinből, amelynek királya szerint az ÖMET-csapatok bevonulása egy 20-30 éve zajló, külföldi hátterű összeesküvésnek vetett véget, közben kiutasították az iráni ügyvivőt a tüntetőkkel ápolt kapcsolatai miatt, mire Teherán hasonló lépéssel válaszolt. A manámai kormányzat panasszal fordult Libanonhoz a Hezbollah szerepvállalása miatt, azt állítva: a tüntetőket kiképző Hezbollah és egy közelebbről meg nem nevezett ország esküdött össze Bahrein ellen. Haszan Naszr Alláh, a Hezbollah vezetője tagadta, hogy bahreinieket képeztek volna ki.
Március 27-én a kuvaiti emír, Szabáh el-Ahmad el-Dzsábir esz-Szabáh felajánlotta, hogy közvetít az ellenzék és az uralkodóház között, amit a Vefák elfogadott. Az ÖMET üdvözölte a mediációs ajánlatot, ám másnap a bahreini külügyminiszter cáfolta, hogy tervbe vették volna a kuvaiti közvetítés igénybe vételét.